# Семей
Семе́й (до 2007 року — Семипалатинськ; каз. Semei) — місто в Казахстані, адміністративний центр Абайської області, центр Семейської міської адміністрації.
Місто лежить на обох берегах річки Іртиш.

## Історія
Назва Семипалатної фортеці, а потім і міста Семипалатинська, походить від семи буддійських калмицьких храмів, що існували неподалік від джунгарського поселення Доржинкіт (Цорджійнкійд).
Семей заснований 1718 року як фортеця, з 1854 року — обласне місто Степового краю, центр транзитної торгівлі. До 2007 року місто мало назву Семипалатинськ.

## Населення
Населення — 299264 особи (2009; 269574 у 1999, 334402 у 1989, 259000 у 1973, 156100 у 1959, 106700 у 1939, 56900 у 1926, 26000 у 1897).

## Господарство
У місті розвинені харчова та легка промисловість.
Серед закладів соціальної сфери працюють зоо-ветеринарний, педагогічний і медичний інститути, драматичний театр, філармонія та краєзнавчий музей.

## Персоналії
У місті народились:
- Бабурін Сергій Миколайович (* 1959) — російський політик.
- Бакаєв Сергій Іванович (1922—2010) — український живописець.
- Буторін Віктор Васильович (1898—1974) — Герой Радянського Союзу.
- Добромислов Аполлон Миколайович (1919—2004) — радянський офтальмолог.
- Канлибаєва Жаман Мусагалієвна (1923—1974) — доктор технічних наук, професор, член-кореспондент АН Казахської РСР.
- Кличко Володимир Володимирович (* 1976) — український олімпійський чемпіон, чемпіон світу з боксу.
- Мамалига Володимир Володимирович (*1965) — український психолог, журналіст, політик.
- Ортман Ірина Вікторівна (* 1978) — російська естрадна співачка, телеведуча.